# José Augusto dos Santos
José Augusto dos Santos (Sé, Angra do Heroísmo, 26 de Março de 1875 — Lisboa, 30 de Agosto de 1931) foi um professor liceal de ciências físico-naturais, reitor do Liceu Nacional de Angra do Heroísmo, e destacado militante republicano e membro da Maçonaria, dirigente do Partido Republicano Português na ilha Terceira. Os seus métodos inovadores de ensino, com recurso ao ensino experimental e a visitas de estudo, levaram vários dos seus alunos a optar por carreiras em medicina e nas ciências naturais.

## Biografia
Depois de frequentar o ensino primário em Angra do Heroísmo, iniciou estudos no Liceu daquela cidade mas foi vítima de um acidente que lhe causou graves danos no joelho direito, imobilizando-o durante quatro anos em casa e levando-o pouco depois a amputar a perna. Ainda assim continuou a estudar, tendo ingressado na Escola Médico-Cirúrgica de Lisboa. Contudo, após a amputação da perna, desistiu de Medicina e concorreu para professor liceal de ciências físico-naturais.
Iniciou a sua carreira docente em 1898 pelo Liceu de Lamego, regressando a Angra do Heroísmo em 1902 como professor de ciências naturais. Militante destacado e dirigente local do Partido Republicano Português, foi nomeado reitor do liceu angrense após a Revolução de 5 de Outubro de 1910 e a implantação da República Portuguesa, cargo que manteve até 1923, ano que foi transferido para o Liceu de Leiria. Foi depois sucessivamente transferido para os liceus de Coimbra e de Lisboa, cidade onde faleceu. Utilizava métodos pedagógicos inovadores, preferindo o ensino experimental e a demonstração, evitando a aprendizagem baseada na memorização. 
Enquanto foi professor em Angra do Heroísmo, colaborou e depois dirigiu o periódico O Tempo, publicando artigos demonstrativos das suas opiniões liberais e pró-republicanas. Foi membro da loja maçónica União e Liberdade, com o nome simbólico de Voltaire. Em 1905 regularizou-se no Grande Oriente Lusitano, atingindo em 1911 o grau 20 na Maçonaria regular.